# Steven Dale Green
Steven Dale Green, född 2 maj 1985, död i februari 2014, var en amerikansk krigsförbrytare och före detta soldat i Irakkriget.
Green dömdes den 7 maj 2009 för mord och våldtäkt i anknytning till massakern i Mahmudiyah, där fem amerikanska soldater i Irak utsatte en 14-årig flicka för gruppvåldtäkt och mord, efter att först ha mördat hennes mamma, pappa samt hennes 5-åriga syster. Det var Green som först mördade den 5-åriga systern och hennes mamma och pappa, sedan våldtog han den 14-åriga flickan och slutligen sköt han henne i huvudet. Han är den första amerikanska soldat som dömts under amerikansk lag, som öppnar för åklagare för krigsbrott i utlandet. 
Green hittades död i sin cell i februari 2014.
Filmen Redacted är baserad på massakern i Mahmudiyah.